# 有理函數
有理函數（英語：Rational function）是可以表示為以下形式的函數：
{\displaystyle f(x)={\frac {a_{m}x^{m}+a_{m-1}x^{m-1}+\cdots +a_{1}x+a_{0}}{b_{n}x^{n}+b_{n-1}x^{n-1}+\cdots +b_{1}x+b_{0}}}={\frac {P_{m}(x)}{Q_{n}(x)}}\quad ;\quad m,n\in \mathbb {N} _{0}}，{\displaystyle b_{i}}不全為0。
有理數式是多項式除法的商，有時稱為代數分數。

## 漸近線
- 不失一般性可假設分子、分母互質。若存在{\displaystyle r>0}，使得{\displaystyle (px+q)^{r}}是分母{\displaystyle Q(x)}的因子，則有理函數存在垂直漸近線{\displaystyle x=-q/p}。
- 若{\displaystyle m<n}，有水平漸近線{\displaystyle y=0}。
- 若{\displaystyle m=n}，有水平漸近線{\displaystyle y={\frac {a_{m}}{b_{m}}}}。
- 若{\displaystyle m=n+1}，有斜漸近線{\displaystyle y={\frac {a_{m}}{b_{n}}}x+{\frac {b_{n}*a_{m-1}-b_{n-1}*a_{m}}{{b_{n}}^{2}}}}。

只有一条水平渐近线

## 泰勒級數
有理函數的泰勒級數的係數滿足一個線性遞歸關係。反之，若一個泰勒級數的係數滿足一個線性遞歸關係，它對應的函數是有理函數。

## 部分分式
部分分式，又稱部分分數、分項分式，是將有理數式分拆成數個有理數式的技巧。
有理數式可分為真分式、假分式和帶分式，這和一般分數中的真分數、假分數和帶分數的概念相近。真分式分子的次數少於分母的。
若有理數式{\displaystyle {\frac {P(x)}{Q(x)}}}的分母{\displaystyle Q(x)}可分解為數個多項式的積，其部分分數便是{\displaystyle \sum {\frac {A_{n}}{Q(x)/h_{n}(x)}}}，其中{\displaystyle h_{n}(x)}是{\displaystyle Q(x)}的因子，{\displaystyle A_{n}}是次數不大於Q(x)/h_n(x)的多項式。

### 例子
1. 分拆{\displaystyle {\frac {x^{3}-5x+88}{x^{2}+3x-28}}}

分子的次數是3，分母的是2，所以先將它轉成真分式和多項式的和（即帶分式）：
{\displaystyle x-3+{\frac {32x+4}{x^{2}+3x-28}}}
因為{\displaystyle x^{2}+3x-28=(x+7)(x-4)}，所以
{\displaystyle {\frac {32x+4}{x^{2}+3x-28}}={\frac {A}{x+7}}+{\frac {B}{x-4}}}
其中A和B是常数。两边乘以{\displaystyle x^{2}+3x-28}，得
{\displaystyle \ 32x+4=A(x-4)+B(x+7)}
即
{\displaystyle \ 32x+4=(A+B)x+(7B-4A)}
比較係數，得
{\displaystyle \ A+B=32}
{\displaystyle \ 7B-4A=4}
解得{\displaystyle A=20,B=12}。
故：
{\displaystyle {\frac {x^{3}-5x+88}{x^{2}+3x-28}}=x+{\frac {20}{x+7}}+{\frac {12}{x-4}}-3}
也可以把x的特殊值代入等式来解出A和B。例如，当x=4时，我们有
{\displaystyle \ 128+4=11B}
{\displaystyle \ B=12}
当x=-7时，我们有
{\displaystyle \ -224+4=-11A}
{\displaystyle \ A=20}

### 應用
- 伸縮和
- 複分析
- 拉普拉斯變換

## 積分

### 部分分數
在計算有理數式的積分時，部分分數的方法很有用，因為分母的1和2次多項式的有理數式的積分都有固定的方法計算。
- 分母為1次多項式：求{\displaystyle \int {\frac {1}{ax+b}}dx}。

設{\displaystyle u=ax+b}：
{\displaystyle {\frac {du}{dx}}=a}
{\displaystyle {\frac {du}{a}}=dx}
原式變為
{\displaystyle \int {\frac {1}{u}}{\frac {du}{a}}={\frac {1}{a}}\int {\frac {1}{u}}{du}={\frac {\ln \left|u\right|}{a}}+C={\frac {\ln \left|ax+b\right|}{a}}+C}
- 分母次數為2：求{\displaystyle \int {\frac {dx+e}{ax^{2}+bx+c}}dx}。

若多項式{\displaystyle ax^{2}+bx+c}可分解為兩個一次多項式的積（即{\displaystyle b^{2}-4ac\geq 0}），則可用部分分數的方法解決。若多項式不可分解，則將它配方，再用各種替代法解決。
例如：
{\displaystyle \int {x+6 \over x^{2}-8x+25}\,dx.}
因為
{\displaystyle x^{2}-8x+25=(x^{2}-8x+16)+9=(x-4)^{2}+9\,}
考慮
{\displaystyle u=x^{2}-8x+25\,}
{\displaystyle du=(2x-8)\,dx}
{\displaystyle du/2=(x-4)\,dx}
將分子分解，以便應用上面的替換：
{\displaystyle \int {x-4 \over x^{2}-8x+25}\,dx+\int {10 \over x^{2}-8x+25}\,dx}
左邊：
{\displaystyle \int {x-4 \over x^{2}-8x+25}\,dx=\int {du/2 \over u}={1 \over 2}\ln \left|u\right|+C={1 \over 2}\ln(x^{2}-8x+25)+C}
另一邊：
{\displaystyle \int {10 \over x^{2}-8x+25}\,dx=\int {10 \over (x-4)^{2}+9}\,dx=\int {10/9 \over \left({x-4 \over 3}\right)^{2}+1}\,dx}
代入
{\displaystyle w=(x-4)/3\,}
{\displaystyle dw=dx/3\,}
{\displaystyle {10 \over 3}\int {dw \over w^{2}+1}={10 \over 3}\arctan(w)+C={10 \over 3}\arctan \left({x-4 \over 3}\right)+C.}
另一種可行的代入方法是：
{\displaystyle \tan \theta ={x-4 \over 3},\,}
{\displaystyle \left({x-4 \over 3}\right)^{2}+1=\tan ^{2}\theta +1=\sec ^{2}\theta ,\,}
{\displaystyle d\tan \theta =\sec ^{2}\theta \,d\theta ={dx \over 3}.\,}
{\displaystyle \int {10/9 \over \left({x-4 \over 3}\right)^{2}+1}\,dx=10/9\int {\frac {1}{\sec ^{2}\theta }}3\sec ^{2}\theta \,d\theta ={10 \over 3}\arctan \left({x-4 \over 3}\right)+C}

### 奧斯特羅格拉茨基方法
奧斯特羅格拉茨基方法（Ostrogradsky Algorithm / Ostrogradsky's Method）是這樣的：
設求積的有理函數為 {\displaystyle {\frac {P}{Q}}}，其中{\displaystyle P,Q}是多項式，{\displaystyle \deg(P)<\deg(Q)}（{\displaystyle P}的次數少於{\displaystyle Q}）。設{\displaystyle Q_{1}}為Q的導數Q'和Q的最大公因數，{\displaystyle Q_{2}={\frac {Q}{Q_{1}}}}。則有：
{\displaystyle \int {\frac {P}{Q}}dx={\frac {P_{1}}{Q_{1}}}+\int {\frac {P_{2}}{Q_{2}}}dx}
其中{\displaystyle P_{1},P_{2}}為多項式，{\displaystyle \deg(P_{i})<\deg(Q_{i})}。

#### 應用例子
- 求 {\displaystyle \int {\frac {xdx}{(x-1)^{2}(x+1)^{3}}}} 。

1. {\displaystyle Q=(x-1)^{2}(x+1)^{3}}
2. {\displaystyle Q'=2(x-1)(x+1)^{3}+3(x-1)^{2}(x+1)^{2}=(x-1)(x+1)^{2}(5x-1)}
3. {\displaystyle Q_{1}=gcd(Q,Q')=(x-1)(x+1)^{2}}
4. {\displaystyle Q_{2}=Q/Q_{1}=(x-1)(x+1)}

設 {\displaystyle P_{1}=Ax^{2}+Bx+C,\quad P_{2}=Dx+E}
{\displaystyle \int {\frac {xdx}{(x-1)^{2}(x+1)^{3}}}={\frac {Ax^{2}+Bx+C}{(x-1)(x+1)^{2}}}+\int {\frac {Dx+E}{(x-1)(x+1)}}dx}
兩邊取導數：
{\displaystyle {\frac {x}{(x-1)^{2}(x+1)^{3}}}={\frac {Ax^{3}+(2B-A)x^{2}+(3C-B+2A)x-C+B}{(x-1)^{2}(x+1)^{3}}}+{\frac {Dx+E}{(x-1)(x+1)}}}
通分母，右邊的分子為：
{\displaystyle Dx^{4}+(E+D-A)x^{3}+(E-D-2B+A)x^{2}+(-E-D-3C+B-2A)x-E+C-B}
比較分子的多項式的係數，得{\displaystyle A=B=E=-0.125,C=-0.25,D=0}。於是有
{\displaystyle \int {\frac {xdx}{(x-1)^{2}(x+1)^{3}}}={\frac {x^{2}+x+2}{8(1-x)(x+1)^{2}}}+\int {\frac {dx}{8(x-1)(x+1)}}}
後者可用部分分數的方法求得。

#### 證明
{\displaystyle \int {\frac {P}{Q}}dx={\frac {P_{1}}{Q_{1}}}+\int {\frac {P_{2}}{Q_{2}}}dx}
{\displaystyle {\frac {P}{Q}}={\frac {P'_{1}-{\frac {Q'_{1}P_{1}}{Q_{1}}}}{Q_{1}}}+{\frac {P_{2}}{Q_{2}}}}
兩邊乘以{\displaystyle Q}
{\displaystyle P=P'_{1}Q_{2}-{\frac {Q'_{1}Q_{2}P_{1}}{Q_{1}}}+P_{2}Q_{1}}
由於 {\displaystyle Q'_{1}Q_{2}=Q'-Q_{1}Q'_{2}}，而{\displaystyle Q'}和{\displaystyle Q_{1}Q'_{2}}都是{\displaystyle Q_{1}}的倍數，所以{\displaystyle {\frac {Q'_{1}Q_{2}P_{1}}{Q_{1}}}}是多項式。
比較兩邊多項式的次數：
- {\displaystyle \deg(P)\leq \deg(Q)-1}
- {\displaystyle \deg(P'_{1}Q_{2}\leq (\deg(Q_{1})-1)+(\deg(Q)-\deg(Q_{1}))=\deg(Q)-1}
- {\displaystyle \deg({\frac {Q'_{1}Q_{2}P_{1}}{Q_{1}}})\leq (\deg(Q_{1})-1)+(\deg(Q)-\deg(Q_{1}))+(\deg(Q_{1})-1)-\deg(Q_{1})=\deg(Q)-2}
- {\displaystyle \deg(P_{2}Q_{1})\leq (\deg(Q)-\deg(Q_{1})-1)+\deg(Q_{1})=\deg(Q)-1}

因此{\displaystyle P_{1},P_{2}}有解。

## 應用
- 帕德近似
- 插值